# محادثات قبرص 2015-2017
أنعقدت محادثات لحل نزاع قبرص من 12 مايو 2015 إلى 7 يوليو 2017، عندما التقى رئيس جمهورية قبرص نيكوس أناستاسيادس ورئيس شمال قبرص مصطفى أقينجي لأول مرة واستأنفوا محادثات السلام. توقفت المحادثات عندما فشل الجانبان في التفاوض على صفقة.

## بداية المحادثات
أثيرت الآمال في التوصل إلى حل مع انتخاب أقينجي، وهو سياسي يساري ومدافع قديم عن التقارب بين الطوائف، في الانتخابات الرئاسية في شمال قبرص في أبريل 2014. هزم أقينجي السياسي اليميني الأقل التزامًا بفكرة الحل درويش إيروغلو ورحب أناستاسيادس بانتخابه.
عُقد الاجتماع الأول بين أقينجي وأناستاسيادس في 12 مايو 2015، حيث اتفقا على إجراء محادثات في إطار الإعلان المشترك لأناستاسيادس والزعيم القبرصي التركي السابق، درويش إروغلو. قام القادة بأنشطة مشتركة، مثل التنزه عبر الخط الفاصل بين العاصمة نيقوسيا، وقضاء بعض الوقت على الجانبين في مايو 2015. علاوة على ذلك، في مايو 2015، تم الاتفاق على عدد من تدابير بناء الثقة، والتي تضمنت إلغاء شرط ملء استمارات التأشيرات من قبل القبارصة اليونانيين عند زيارة شمال قبرص وتسليم مواقع حقول الألغام في الشمال التي تم زرعها من قبل القبارصة اليونانيين خلال الصراع.

## تقدم المحادثات
بحلول ديسمبر 2015، كانت قضايا الحكم والمواطنة والمستوطنين الأتراك قد نوقشت على نطاق واسع. وفقًا للوثائق المسربة التي نشرتها بوليتيس، فقد تم الاتفاق على أن يكون الاتحاد الذي سيتم إنشاؤه مسؤولاً عن السياسة الخارجية والاتفاقيات الدولية، وأن يكون له مجلس شيوخ يتألف من 20 قبرصيًا يونانيًا و20 قبرصيًا تركيًا، ومجلسًا برلمانيًا يتكون من 36 يونانيًا و12 قبرصيًا تركيًا، محكمة عليا بعدد متساوٍ من القضاة من الطائفتين (استمرت الخلافات حول حل الخلافات، لكن تم الاتفاق على تعيين قاضٍ أجنبي لحل الخلافات المتعلقة بالقانون الدستوري). سيكون للدولتين المكونتين للاتحاد برلمانيهما الخاصين بهما. تم الاتفاق على تشكيل لجنة عقارية، ولكن لا تزال هناك خلافات كبيرة، ولم تتم مناقشة الأراضي بعد، ولن تتم مناقشة مسألة الضمانات إلا بمشاركة الضامنين، تركيا واليونان والمملكة المتحدة. كشف تسريب أكده أناستاسيادس لاحقًا في يوليو 2016، أن نسبة السكان قد تم تحديدها من 78.5 ٪ إلى 21.5 ٪، بواقع 802،000 قبرصي يوناني و220،000 قبرصي تركي، وأن جميع مواطني شمال قبرص، بما في ذلك المستوطنين الذين حصلوا على المواطنة، سيحصلون على جنسية الدولة الجديدة وسيسمح لهم بالبقاء. كما كشف التسريب عن حصول مستوطنين آخرين من غير المواطنين على تصاريح عمل وإقامة، لكن لن يحصلوا على الجنسية على الفور. وأثيرت قضية بسبب التناقض بين مطالب القبارصة اليونانيين فيما يتعلق بالحريات الأربع كما حددها قانون الاتحاد الأوروبي ومطالب القبارصة الأتراك بالاحتفاظ بأغلبية القبارصة الأتراك في دولة القبارصة الأتراك. وشملت الخطوات لحل هذه المشكلة حكما مفاده أنه حتى لو انتقل القبارصة اليونانيون إلى الشمال، فإنهم سيظلون يصوتون في انتخابات الدولة القبرصية اليونانية، باستثناء الانتخابات البلدية.
في نوفمبر 2016، عقدت جولتان من المحادثات في مونت بيليرين، سويسرا، بشأن قضية الأراضي. انهارت المحادثات دون اتفاق في 22 نوفمبر، حيث ألقى أقينجي باللوم على القبارصة اليونانيين في "مطالبهم المتطرفة" وألقى المتحدث باسم القبارصة اليونانيين باللوم على موقف القبارصة الأتراك.
في 30 يونيو 2017، قالت الأمم المتحدة في بيان إن الأمين العام أنطونيو غوتيريس أجرى محادثات "بناءة للغاية" بشأن قبرص مع الأطراف الرئيسية في كرانز مونتانا، مما أتاح رؤية واضحة لما يمكن أن يؤدي إلى تسوية.
في 7 يوليو 2017، توقفت المحادثات التي رعتها الأمم المتحدة في جبال الألب السويسرية للأيام العشرة السابقة بعد انهيار المفاوضات. وانتهت محادثات قبرص في كرانز مونتانا دون اتفاق سلام وإعادة توحيد.
في 1 أكتوبر 2017، صرح وزير الخارجية البريطاني السابق جاك سترو أن الجزيرة المقسمة فقط هي التي ستنهي النزاع بين القبارصة الأتراك واليونانيين.